# Karl-Marx-Hof

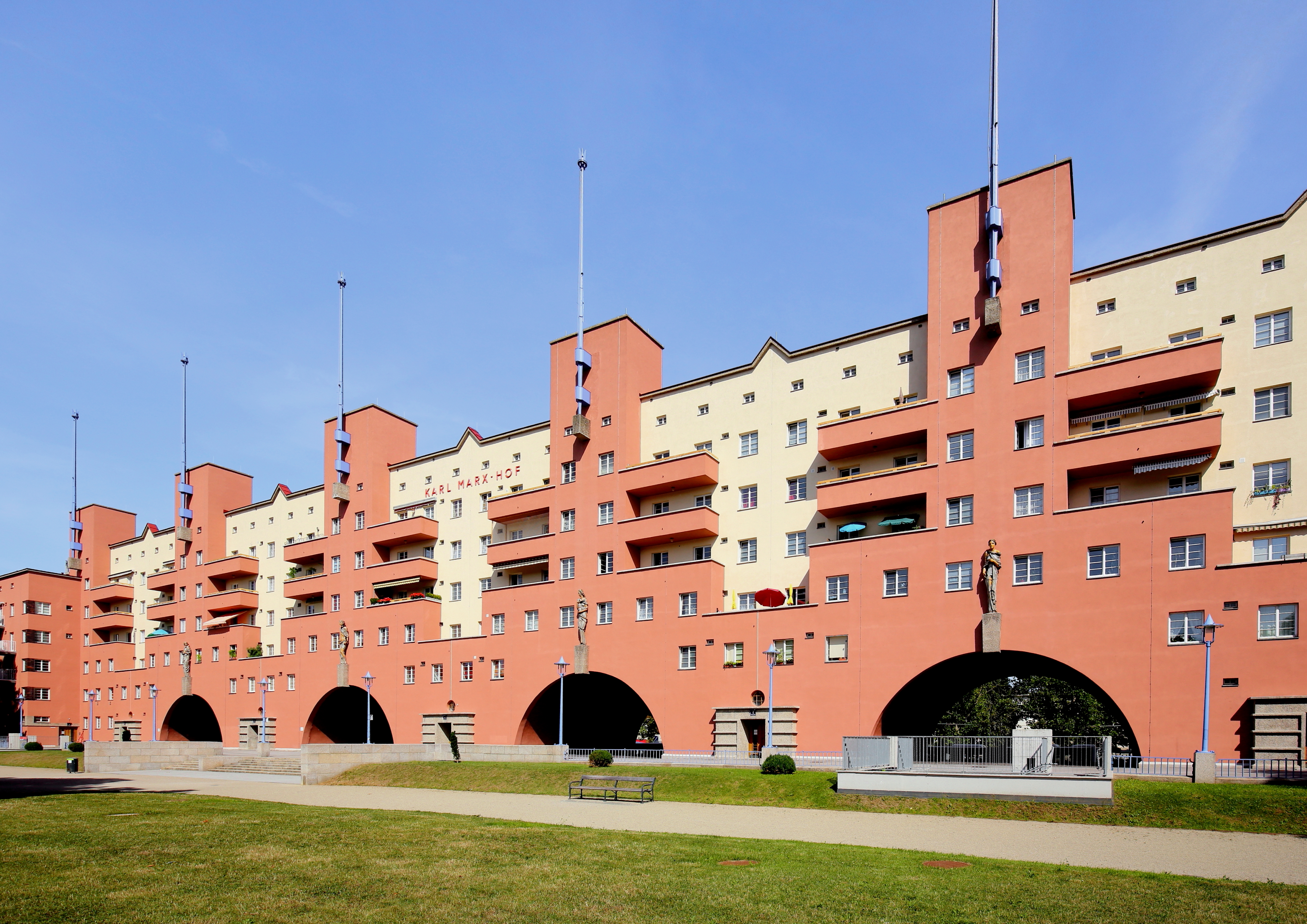
Mitteltrakt des Karl-Marx-Hofes, Fahnentürme

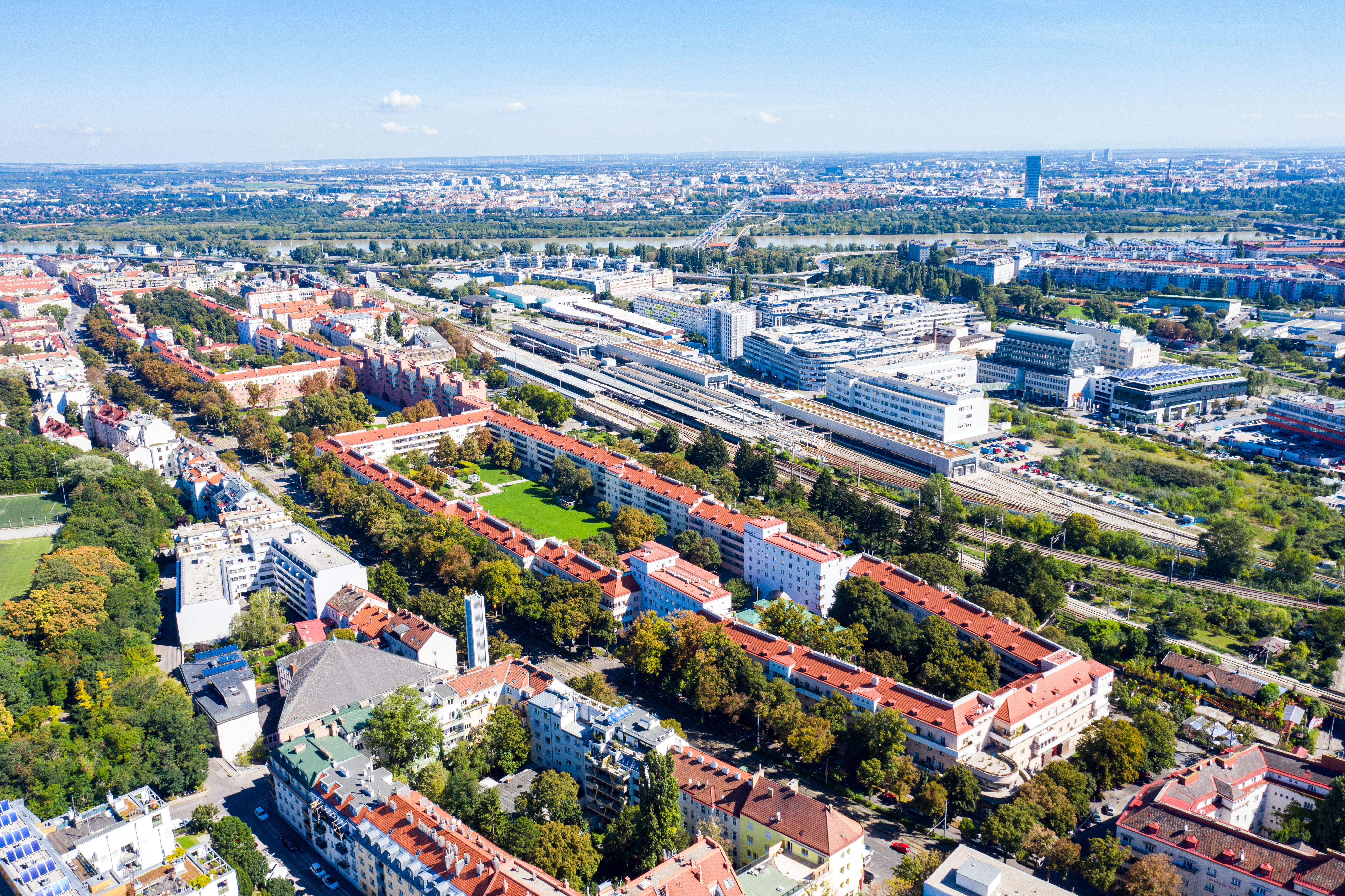
Karl-Marx-Hof (Blick vom Süden, September 2020)

Der Karl-Marx-Hof ist einer der bekanntesten Gemeindebauten Wiens und liegt im 19. Wiener Gemeindebezirk, Döbling. Er wurde 1930 eröffnet und ist mit ungefähr 1050 Metern Länge der längste zusammenhängende Wohnbau der Welt. Benannt wurde der Gemeindebau nach dem Philosophen, Ökonomen und Kapitalismuskritiker Karl Marx. Das Gebäude gilt als Ikone des „Roten Wien“. Es steht unter Denkmalschutz und ist auch von der Stadt Wien als bauliche Schutzzone ausgewiesen.

## Beschreibung
Der zwei Höfe einschließende Bau liegt auf einem langgestreckten Areal zwischen der Heiligenstädter Straße im Westen und der Boschstraße im Osten, das im Norden von der Grinzinger Straße, im Süden von der Geistingergasse abgeschlossen wird. Von Norden nach Süden queren die Halteraugasse, die Mooslackengasse, die Josef-Hindels-Gasse und die Felix-Braun-Gasse das Gebiet, zwischen Mooslackengasse und Josef-Hindels-Gasse liegt außerdem der 12.-Februar-Platz. Der Wohnbaukomplex verfügt über 98 Stiegen, wobei die ungeraden Nummern entlang der Heiligenstädter Straße, die geraden an der Boschstraße, jeweils von Süd nach Nord aufsteigend, vergeben wurden.
Die Anlage umfasst zwei Innenhöfe: einen kleineren zwischen Geistingergasse und Josef-Hindels-Gasse sowie einen größeren zwischen Mooslackengasse und Grinzinger Straße. Ein markanter Gebäuderiegel, der vier halbkreisförmige 12 m breite Durchlässe aufweist, darüber Balkone und Fahnentürme, verbindet entlang der Boschstraße die beiden Höfe. Nur 23 Prozent des über 150.000 Quadratmeter großen und 1.000 Meter langen Areals wurden für die Bauwerke benötigt, der Rest wird als Spiel- und Gartenfläche genutzt. Die großzügigen Grünflächen breiten sich in den Höfen zwischen den Wohntrakten aus, wobei der älteste Hof im Osten deutlich kleiner ist als die restlichen. Nach dem Prinzip der klassischen Hofarchitektur wurden dadurch Frischluft, die Eindämmung von Wärme und auch ein Gefühl von Zusammengehörigkeit erzielt, was ganz den Idealen des Roten Wien entspricht. Typisch ist auch die vielseitige Integration infrastruktureller Einrichtungen in den Bau, wodurch er zu einer Stadt in der Stadt erhoben wird.

## Geschichte

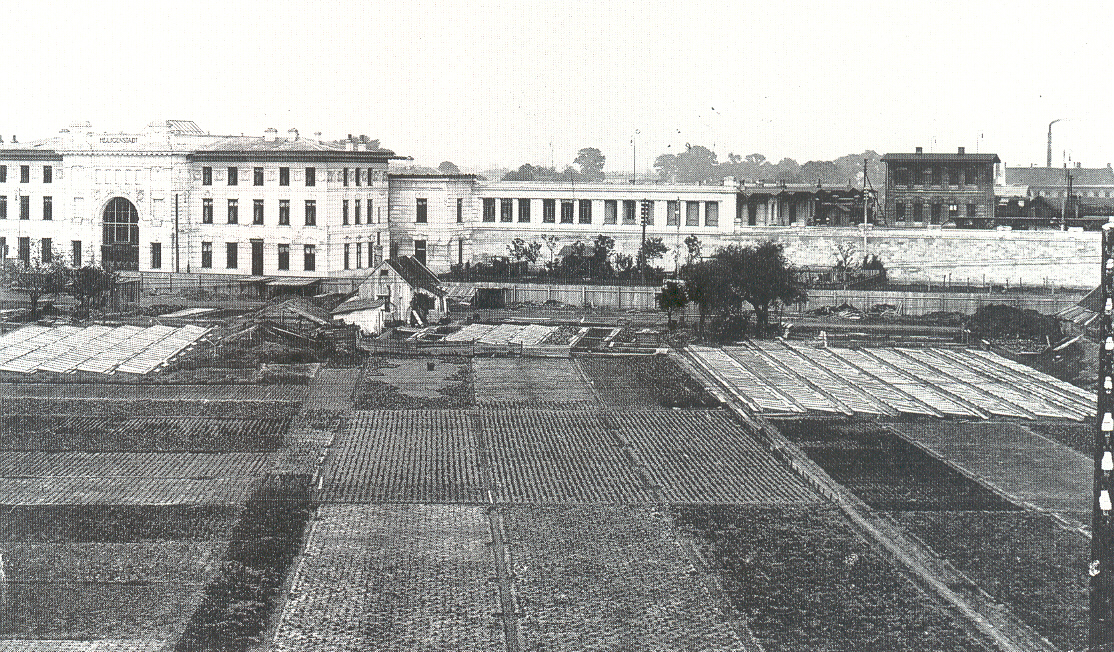
Das Gelände vor dem Heiligenstädter Bahnhof im Jahr 1899, − dreißig Jahre vor der Errichtung des Karl-Marx-Hofes.

Der Karl-Marx-Hof wurde auf einem Gelände errichtet, das bis ins 12. Jahrhundert ein schiffbarer Donauarm gewesen war. 1750 waren davon nur mehr einige Tümpel erhalten, die unter Kaiser Joseph II. zugeschüttet wurden. In der Folgezeit wurden auf dem Gelände Gärtnereien betrieben. Mitte der 1920er Jahre begann die Absiedlung der Gärtnereien, da das sozialdemokratische Wohnbauprogramm die Errichtung der drittgrößten Wohnhausanlage Wiens in der Ersten Republik vorgesehen hatte.
Mit ihrer Wohnungsbaupolitik wollten die 1919 bis 1934 in Wien regierenden Sozialdemokraten der allgemeinen Wohnungsnot ein Ende machen. Eine 1917 durchgeführte Wohnungszählung hatte ergeben, dass 92 % aller damals bestehenden Wohnungen über kein eigenes WC verfügten und 95 % aller Wohnungen ohne Wasserleitung waren. Arbeiterwohnungen in Wien hatten eine durchschnittliche Fläche von 20 m², entsprechend hatten 58 % der Menschen in Arbeiterfamilien kein eigenes Bett (Schlafgänger). Auch in der Umgebung war es eng, denn die Grundverbauung lag bei 85 % und 4- bis 5-geschoßiger Bauweise. Dabei durfte sich glücklich schätzen, wer nicht in einem der vielen «Gangküchenhäuser» leben musste, wo es weder Fenster noch eine direkte Belüftung gab.
Von 1927 bis 1933 vom Otto-Wagner-Schüler und Stadtbaumeister Karl Ehn auf preisgünstigem Land entlang der Franz-Josefs-Bahn errichtet und am 12. Oktober 1930 offiziell eröffnet, umfasste der Bau 1382 Wohnungen für rund 5.000 Bewohner.

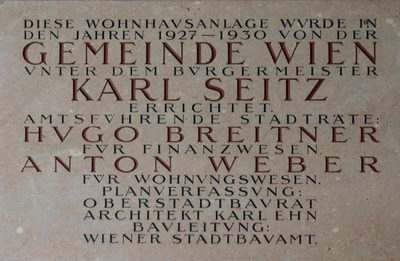
Errichtungstafel im Hof 3.

Bekannt wurde der Karl-Marx-Hof während der Februarkämpfe 1934, die sich gegen die Diktaturregierung Engelbert Dollfuß’ richteten, die wenig später den von Kritikern als „Austrofaschismus“ bezeichneten Ständestaat proklamierte. Aufständische Arbeiter und Mitglieder des Republikanischen Schutzbundes (darunter Emil Swoboda) verschanzten sich im Karl-Marx-Hof und gaben erst nach Artilleriebeschuss durch das Bundesheer und die Heimwehr auf. Allerdings wurde vom Heer bewusst nicht-explosive Übungsmunition verwendet, woraus sich auch die relativ geringen Beschädigungen des Gebäudes erklären sowie die Tatsache, dass es durch den Artilleriebeschuss keine Todesopfer gab.
Generell gab es in Döbling im Zuge des Februaraufstands 19 Tote, von denen jedoch kein einziger im Karl-Marx-Hof ums Leben kam. Als Kommandant einer Kompanie des Freiwilligen Schutzkorps war der spätere Widerstandskämpfer gegen die NS-Diktatur Karl Biedermann führend an der Eroberung des Gebäudes beteiligt.

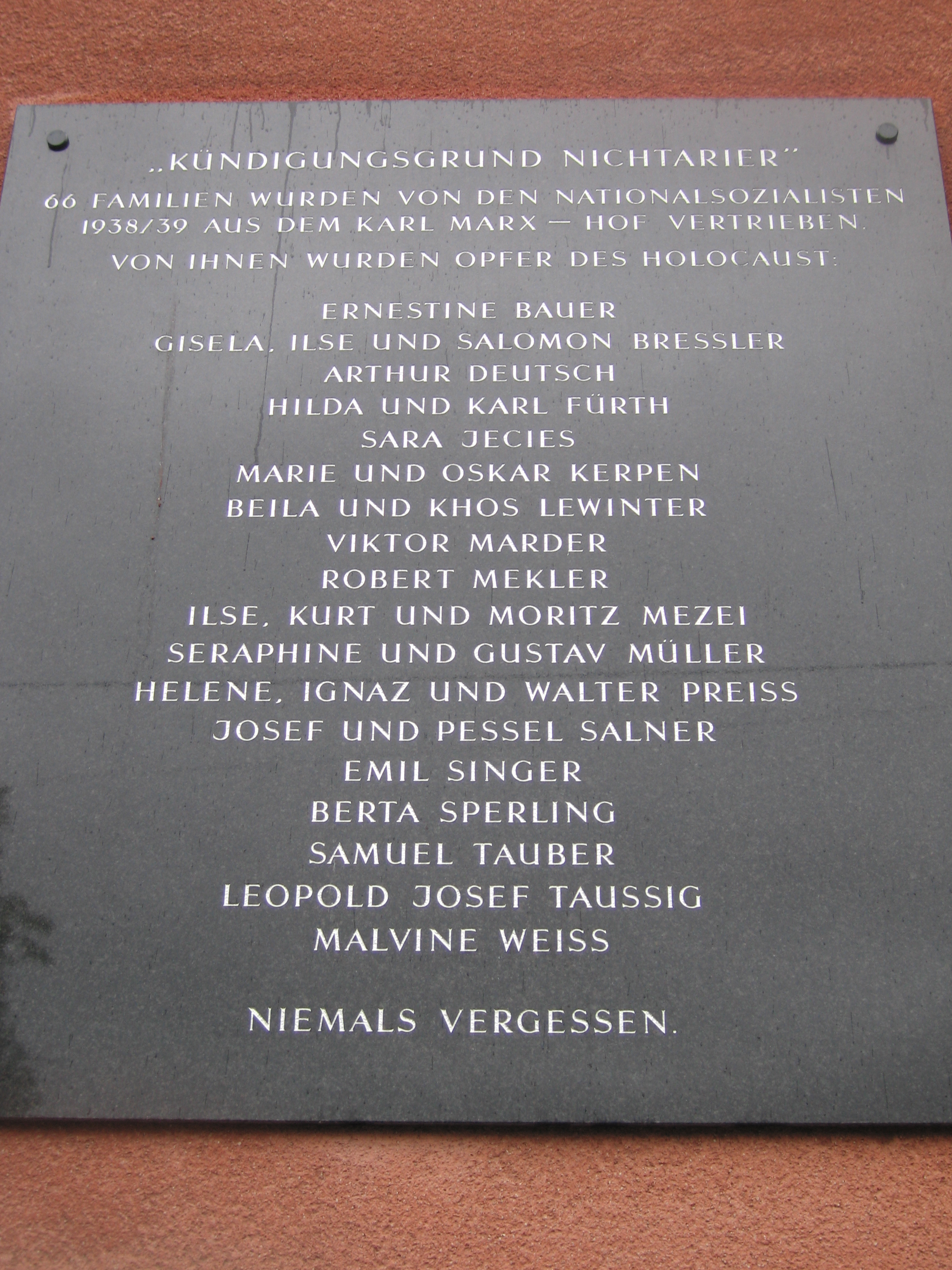
Gedenktafel „Kündigungsgrund Nichtarier“

Von 1934 bis 18. März 1935 hieß der Karl-Marx-Hof nach dem Eroberer der Anlage während der Februarkämpfe Karl Biedermann Biedermannhof. Danach wurde er in Heiligenstädter Hof umbenannt. Nach dem „Anschluss“ an das Deutsche Reich wurden 66 Familien in den Jahren 1938/1939 vom NS-Regime aus dem Karl Marx-Hof vertrieben. Davon kamen mindestens 29 ehemalige Bewohner im Holocaust um. Erst 2003 wurde zum Gedenken an sie eine Tafel im Karl-Marx-Hof angebracht (siehe Abb.).
Nach dem Krieg erhielt der Hof 1953 seinen ursprünglichen Namen zurück. Die schweren Bombenschäden wurden in den 1950er Jahren behoben. In den 1980er Jahren wurde der Karl-Marx-Hof generalsaniert.

## Architektur
Besonders bekannt ist der Bau durch seine repräsentativ gestaltete Hauptfassade, die mit fünf Stockwerken der höchste Teil der Anlage ist. Sie wird durch vier bogenförmige Durchfahrten gegliedert, die eine Verbindung zwischen der parallel zur Heiligenstädterstraße verlaufenden Boschstraße und der Heiligenstädter Straße schaffen. Die massiven Tore werden zusätzlich durch Balkone sowie bekrönende Turmaufbauten mit blauen Fahnenmasten ausgezeichnet. Die Einheit aus Bogen, Balkonen und Turm wird farblich durch ein kräftiges Rot hervorgehoben, während der Rest des Mitteltrakts durch ein zartes Gelb optisch zurück tritt. Die Farbgestaltung abseits der Hauptfassade ist deutlich dezenter. Die Fassade ist hier meist in einem sanften Gelb oder Hellblau gehalten. Die Bogenmotive und die blockartige Gestaltung der Balkone finden sich auch im Rest der Anlage wieder. Ein Wechsel aus drei- und vierstöckigen Gebäudeteilen bewirkt zusätzlich Gliederung.
Obwohl der Karl-Marx-Hof von außen massiv wirkt, besticht die Anlage durch eine sehr geringe Bebauungsdichte. Großzügige Innenhöfe mit Grünflächen lockern die Architektur auf. Ein 10.480 m2 großer Park unterbricht die rund einen Kilometer lange Gebäudefront im Bereich des Mitteltrakts.
Die skulpturale Ausstattung befindet sich ausschließlich im Bereich der Hauptfassade. Über den massiven Bögen wurden von Josef Riedl geschaffenen Figuren angebracht, die als Personifikationen der Freiheit, Fürsorge, Aufklärung und Körperkultur die zentralen Werte des Sozialismus ausdrücken. In der Mitte des Parks wurde die freistehende Bronzeskulptur „Sämann“ von Otto Hofner platziert.
Die bewusste Provokation durch die rote Farbe der Fassade, die riesigen Bögen mit ihren Türmen und die Thematik der Skulpturen kann als Manifest des Roten Wiens und als Symbol einer emanzipierten Arbeiterschaft gesehen werden. Konträr dazu greifen die repräsentative Gestaltung des Mitteltrakts, die monumentalen Haupteingänge und die Innenhöfe Elemente der Palast- und Hofarchitektur des Adels und Großbürgertums auf. Trotzdem ist der Bau bis auf die wenigen Skulpturen schmucklos und erwirkt durch seine glatte Fassade und seine klare Gliederung durch geometrische Linien einen modernen Eindruck, der sich auch bei den Bauten Otto Wagners oder Frank Lloyd Wrights wiederfinden lässt.
Im Karl-Marx-Hof waren zunächst 748 Wohnungseinheiten durchschnittlich 45 m2 groß mit Küche, Zimmer und einer Kammer, 159 Wohnungen hatten Küche und zwei Zimmer, 136 Wohnungen Küche und zwei Kammern. Alle Wohnungen verfügten zum Zeitpunkt der Errichtung über ein eigenes WC und eine Wasserentnahmestelle/Waschmöglichkeit im WC-Vorraum bzw. in der Küche, jedoch noch nicht über ein Badezimmer. Tageslicht sowie elektrisches Licht waren in allen Räumen Standard. Die Küche besaß einen Anschluss an die Kaltwasserleitung, so musste man das Wasser nicht mehr vom Gang holen. Ein Teil der Wohnungen war sogar mit Balkonen ausgestattet, was zum damaligen Zeitpunkt normalerweise nur der bürgerlichen Schicht vorbehalten war. Das Betreten der privaten Wohneinheit durch einen separaten Vorraum, und nicht wie in den alten Zinshäusern üblich, direkt durch die Küchentür, war ebenfalls eine Neuerung, die man nur aus bürgerlichen Häusern kannte.
Inzwischen werden Aufzüge eingebaut, Wohnungen werden durch Zusammenlegung vergrößert und Badezimmer eingebaut.

## Infrastruktur
Was die minimalisierte Standardversorgung der einzelnen Wohneinheiten nicht abdecken konnte, wurde durch ein breites Programm an Gemeinschaftseinrichtungen ergänzt. Der Karl-Marx-Hof beinhaltete ursprünglich zwei Kindergärten, eine Mütterberatungsstelle, ein Jugendheim, eine Bibliothek (heute Senioren-Treffpunkt), eine Krankenstelle mit Ambulatorium, eine Apotheke, eine Zahnklinik, ein eigenes Postamt sowie diverse Geschäftslokale.
1929 wurde von Ernst Lichtblau eine Beratungsstelle für Inneneinrichtung und Wohnungshygiene (BEST) eingerichtet, die den Konsumenten durch Kurse, Ausstellungen und Merkblätter das neue Wohnen vermitteln sollte.
Die für den Karl-Marx-Hof bekannteste Gemeinschaftseinrichtung ist wohl die Zentralwäscherei. Ein großer Waschsaal war mit Waschmaschinen und separaten Räumen zum Trocknen und Bügeln ausgestattet. Zudem gab es Bügelmaschinen für Bettwäsche und Geschirrtücher. Die gesamte Wäscherei wurde elektrisch beheizt. Neueste Technologien sollten eine vereinfachte Hausarbeit ermöglichen. Doch die strenge Überwachung durch den Waschmeister und ein enges Zeitfenster, um die Wäsche zu erledigen, führten eher zu Stress als zur Entlastung der Frauen. Dass Männer die Wäschereien nicht betreten durften, sollte dazu führen, dass die Hausarbeit, wie es in einer bürgerlichen Familie üblich war, für die Ehemänner unsichtbar wurde.
Die Gemeinschaftseinrichtungen erfüllten also nicht nur die Bedürfnisse der einzelnen Bewohner, sondern förderten zum einen die Gemeinschaft und fungierten zum anderen auch als erzieherische Maßnahmen.
Der Anschluss an das öffentliche Verkehrsnetz erfolgt über den Bahnhof Wien Heiligenstadt auf der gegenüber liegenden Seite der Boschstraße einschließlich des dazugehörigen Busbahnhofes sowie über die Straßenbahnlinie D, die die Heiligenstädter Straße entlangführt und im Bereich des Karl-Marx-Hofes vier Haltestellen besitzt.

## Sonstiges
Am 23. Oktober 1959 brachte die Österreichische Post eine Dauermarke der Briefmarkenserie Österreichische Baudenkmäler im Wert von 50 Groschen mit dem Karl-Marx-Hof als Motiv und dem Schriftband „Wien-Heiligenstadt“ heraus.
Am 1. Mai 2010 wurde im Waschsalon Nr. 2, Halteraugasse 7, eine Dauerausstellung zur Geschichte des Roten Wien eingerichtet: Das Rote Wien im Waschsalon Karl-Marx-Hof.
2019 wurden „100 Jahre Wiener Gemeindebau“ gefeiert. Für den 30. Juni war ein Jubiläumsfest mit Unterhaltungsprogramm im Karl-Marx-Hof angekündigt. Das Team des Museums im Waschsalon führte durch den Bau, etwa auch in die – sonst verschlossenen – Fahnentürme.
In den runden Maueröffnungen ganz oben in den Turmaufbauten, die wie Wasserspeier aussehen, und in den seit 2002 dahinter aufgestellten Nistkästen nisten von Frühling bis Herbst gerne Turmfalken. Im Juni 2021 wurden von Wiener Wohnen zwei Videokameras installiert, deren Bilder online zu sehen sind.
Gisela Erlacher bezeichnete den Karl-Marx-Hof 2021 als Superblock.

### Sachbeiträge und Bildbände
- Cara Tovey, Julian Klinner (Hrsg.): Karl-Marx-Hof. Schlüsselbau der Moderne, Mandelbaum Verlag, Wien/Berlin 2024, ISBN 978399136-047-6.
- Gisela Erlacher: Superblocks. Kerber, Bielefeld 2021, ISBN 978-3-7356-0810-9.
- Christoph Jünke: Der Karl-Marx-Hof als Erinnerungsort des „Roten Wien“. In: Arbeit – Bewegung – Geschichte. I/2017, S. 117–125.
- Gerald und Genoveva Kriechbaum (Hrsg.): Karl-Marx-Hof. Versailles der Arbeiter; Wien und seine Höfe. Fotografien von Gerald Zugmann. Holzhausen, Wien 2008, ISBN 978-3-85493-150-8.
- Inge Podbrecky: Rotes Wien: 5 Routen zu gebauten Experimenten; Von Karl-Marx-Hof bis Werkbundsiedlung. Fotos: Willfried Gredler-Oxenbauer. Falter-Verlag, Wien 2003, ISBN 3-85439-295-8.
- Fritz Herrmann: Karl-Marx-Hof: Szenen vom Untergang der Sozialdemokratie. Verlag Mont Verità, Wien 2001, ISBN 3-900434-69-7.
- Susanne Reppé: Der Karl-Marx-Hof: Geschichte eines Gemeindebaus und seiner Bewohner. Picus-Verlag, Wien 1993, ISBN 3-85452-118-9.
- Erich Bramhas: Der Wiener Gemeindebau: vom Karl-Marx-Hof zum Hundertwasserhaus. Birkhäuser, Basel 1987, ISBN 3-7643-1797-3.
- Alfred Georg Frei: Rotes Wien. Austromarxismus und Arbeiterkultur. Sozialdemokratische Wohnungs- und Kommunalpolitik 1919–1934. DVK-Verlag, Berlin 1984, ISBN 3-88107-033-8.

### Belletristik
- Günther Geiger: Karl-Marx-Hof. Roman. Löcker Verlag, Wien 2014, ISBN 978-3-854097112.